# Ilex jenmanii
Ilex jenmanii är en järneksväxtart som beskrevs av Ludwig Eduard Loesener. Ilex jenmanii ingår i släktet järnekar, och familjen järneksväxter. Inga underarter finns listade i Catalogue of Life.